# 英国议会式辩论

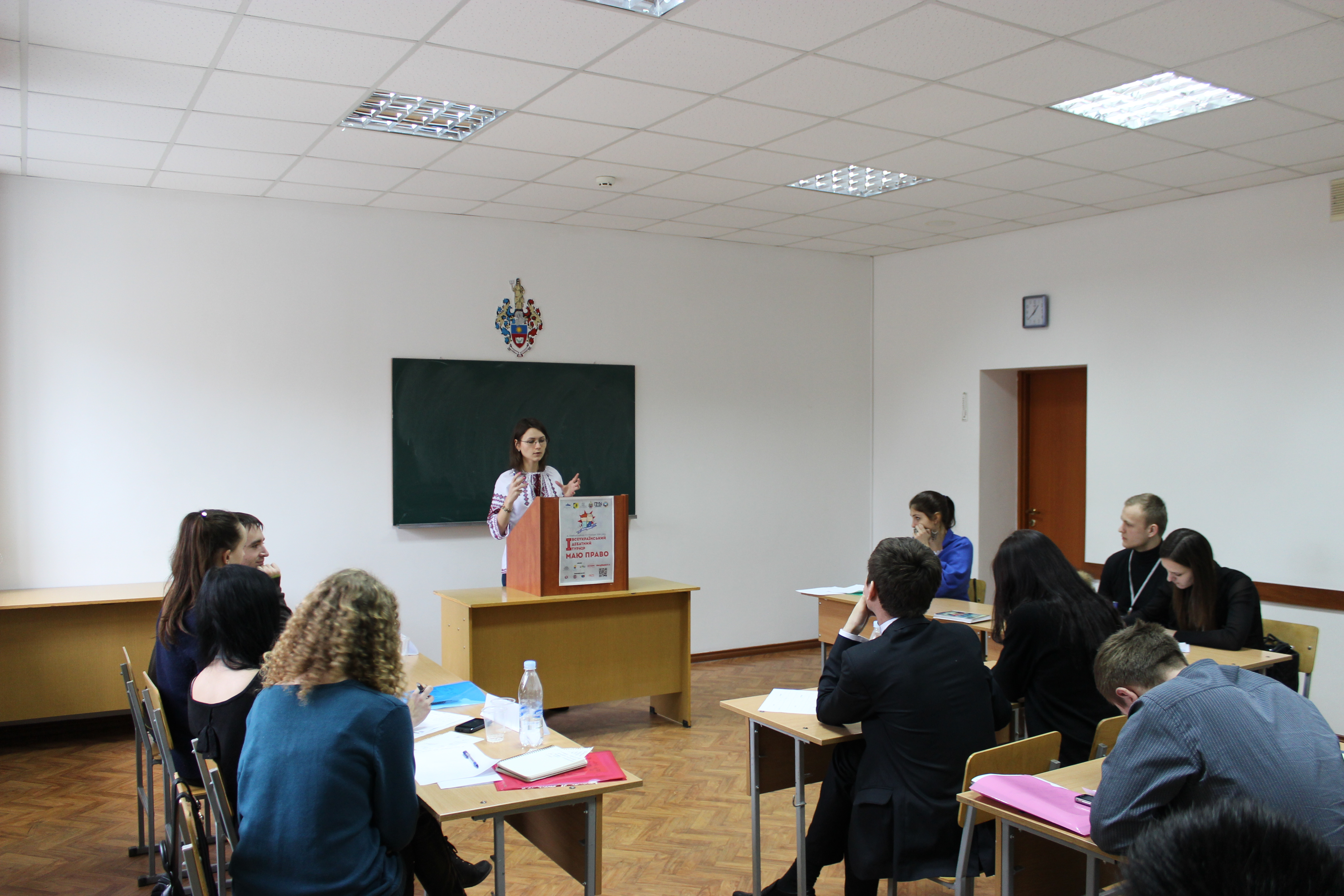
赫梅利尼茨基的教育辩论，为英国议会制辩论风格。

英国议会式辩论是世界各地辩论比赛中常见的一种格式。每年举行的世界大学辩论赛（World Universities Debating Championship）和欧洲大学辩论赛（European Universities Debating Championship）都遵循英国议会式辩论的格式。

## 常用名词
受到英国议会的影响，比赛的正方与反方分别被称作“政府”（Government, Proposition） 与“反对党” （Opposition）。八名辩手的名称为：
1. 上议院政府（Opening Government） (第一队):
  1. 首相
  2. 副首相
2. 上议院反对党（Opening Opposition） (第二队):
  1. 反对党領袖
  2. 反对党副领袖
3. 下议院政府（Closing Government） (第三队):
  1. 政府成员
  2. 政府党鞭
4. 下议院反对党（Closing Opposition） (第四队):
  1. 反对党成员
  2. 反对党党鞭

由于政府和反对党交替发言，辩手发言的顺序是：
1. 首相
2. 反对党领袖
3. 副首相
4. 反对党副领袖
5. 政府成员
6. 反对党成员
7. 政府党鞭
8. 反对党党鞭